# تاريخ بنغلاديش بعد الاستقلال
يبدأ تاريخ بنغلاديش بعد الاستقلال في عام 1971 باستقلال بنغلاديش عن باكستان.

## 1972-1980: عصر ما بعد الاستقلال

### إدارة شيخ مجيب الرحمن
عند إطلاق سراحه في 10 يناير 1972، تولى شيخ مجيب الرحمن لفترة وجيزة الرئاسة المؤقتة وتولى بعد ذلك منصب رئيس الوزراء، حيث كان يرأس جميع أجهزة الحكومة وصنع القرار. شكل السياسيون المنتخبون عام 1970 البرلمان المؤقت للدولة الجديدة. دُمِجَت موكتي باهيني وميليشيات أخرى لتشكيل جيش بنغلاديشي جديد نقلت القوات الهندية السيطرة إليه في 17 مارس. واجهت الحكومة تحديات خطيرة، بما في ذلك إعادة تأهيل الملايين من النازحين عام 1971، وتنظيم الإمدادات الغذائية والمساعدات الصحية وغيرها من الضروريات. لم تتلاشى آثار إعصار 1970، وتدهور اقتصاد الدولة بشكل كبير بسبب النزاع.
ساعد مجيب بنغلاديش على الدخول في الأمم المتحدة وحركة عدم الانحياز. سافر إلى الولايات المتحدة والمملكة المتحدة ودول أوروبية أخرى للحصول على المساعدة الإنسانية والتنموية للأمة. وقع معاهدة صداقة مع الهند، التي تعهدت بتقديم مساعدات اقتصادية وإنسانية واسعة النطاق وبدأت تدريب قوات الأمن البنغلاديشية وموظفي الحكومة. كون مجيب صداقة وثيقة مع أنديرا غاندي، وأشاد بقوة بقرار الهند بالتوسط، واعترف بإعجاب وصداقة للهند. وقد بُذلت جهود كبيرة لإعادة تأهيل ما يقدر بنحو 10 ملايين لاجئ. بدأ الاقتصاد يتعافى وتُجُنِّبَت المجاعة. أُعلِنَ عن دستور عام 1972 وعُقِدت انتخابات، مما أدى إلى حصول مجيب وحزبه على السلطة بأغلبية مطلقة. كما عرض برامج الدولة لتوسيع التعليم الابتدائي، والصرف الصحي، والغذاء، والرعاية الصحية، وإمدادات المياه والكهرباء في جميع أنحاء البلاد. ركزت خطة مدتها خمس سنوات صدرت عام 1973 على استثمارات الدولة في الزراعة والبنية التحتية الريفية والصناعات المنزلية.
في عام 1974، شهدت بنغلاديش المجاعة الأكثر فتكًا على الإطلاق، والتي قتلت نحو 1.5 مليون شخص في بنغلاديش من الجوع. إن مجاعة بنغلاديش عام 1974 مصدر رئيسي للسخط على حكومة مجيب. يشعر الشعب البنغلاديشي بالخجل والإهانة والإحباط كأمة بسبب هذه المجاعة التي لم تكن بسبب أزمة غذائية.

### التمرد اليساري
في ذروة نفوذ شيخ مجيب، حارب المتمردون اليساريون، المنظمين بواسطة جناح جونوباهيني المسلح الخاص بجاتيو ساماجتنتريك دال، ، ضد حكومة شيخ مجيب الرحمن، وذلك لتأسيس حكومة ماركسية.
ردت الحكومة بتشكيل جاتيو راخي باهيني التي بدأت حملة من الانتهاكات الوحشية لحقوق الإنسان ضد عامة الناس، وشملت تورط القوة في العديد من الاتهامات بانتهاك حقوق الإنسان التي تضمنت الاغتيالات السياسية، وإطلاق النار من قبل فرق الموت، والاغتصاب. مُنح أعضاء جاتيا راخي باهيني الحصانة من المقاضاة والإجراءات القانونية الأخرى.

### رابطة كريشك سراميك عوامي البنغلاديشية (بقشال)
وفقًا لعبد الرزاق، أثرت المجاعة في عام 1974 بشكل كبير على وجهات نظر مجيب حول الحكم، بينما أدت الاضطرابات السياسية إلى تزايد العنف. خلال المجاعة، أُبلِغَ عن وفاة 70000 شخص (ملاحظة: تختلف التقارير). ردًا على ذلك، بدأ في زيادة سلطاته. في 25 يناير 1975، أعلن مجيب حالة طوارئ ووافق أنصاره السياسيون على تعديل دستوري يحظر جميع الأحزاب السياسية المعارضة. تولى مجيب الرئاسة ومُنِحَ صلاحيات استثنائية. اندمج أنصاره السياسيين لتشكيل الحزب السياسي الوحيد الموثق، وهو حزب كريشك سراميك عوامي البنغلاديشي، المعروف ببقشال. أيد الحزب بثبات الجماهير الريفية والمزارعين والعمال وسيطر على الأجهزة الحكومية. كما أطلق برامج اشتراكية رئيسية. باستخدام موجب القوات الحكومية وميليشيا من المؤيدين تسمى جاتيو راخي باهيني، قمع مجيب أي معارضة له. اُتُّهِمَت الميليشيا المعروفة باسم راخي باهيني والشرطة بتعذيب المشتبه بهم والقتل السياسي. على الرغم من احتفاظه بالدعم من قطاعات عديدة من السكان، أثار مجيب الغضب بين قدامى المقاتلين في حرب التحرير لما اعتبروه خيانة لقضايا الديمقراطية والحقوق المدنية.

### اغتيال شيخ مجيب الرحمن وما بعده
في 15 أغسطس 1975، غزا مجموعة من صغار ضباط الجيش المقر الرئاسي بالدبابات وقتلوا مجيب وعائلته وموظفيه الشخصيين. هربت ابنتيه فقط، شيخة حسينة واجد وشيخة ريحانة، اللتان كانتا تزور ألمانيا الغربية، وقد مُنعوا من العودة إلى بنغلاديش. خُطِّط للانقلاب من قبل الزملاء الساخطين من رابطة عوامي والضباط العسكريين، بما في ذلك زميل مجيب والمؤيد السابق خندكر مشتاق أحمد، الذي أصبح خليفته المباشر. كانت هناك تكهنات شديدة في وسائل الإعلام تتهم وكالة المخابرات المركزية الأمريكية بالتحريض للمؤامرة. زعم لورنس ليفشولتز أن وكالة المخابرات المركزية كانت متورطة في الانقلاب والاغتيال، مسندًا افتراضه إلى مقتل السفير الأمريكي آنذاك، يوجين بوستر، في دكا.
أدى موت مجيب إلى إغراق البلاد في سنوات عديدة من الاضطراب السياسي. أطيح بقادة الانقلابات في وقت قريب وشلت سلسلة من الانقلابات المضادة والاغتيالات السياسية البلاد. اُستُعيِد النظام إلى حد كبير بعد أن أعطى انقلاب في عام 1977 السيطرة إلى قائد الجيش ضياء الرحمن. أعلن نفسه رئيسًا في عام 1978، ووقع ضياء الرحمن على مرسوم التعويض، الذي منح الحصانة من المقاضاة للرجال الذين تآمروا لاغتيال مجيب والإطاحة به.

### ديكتاتورية ضياء الرحمن 1975-1981
أدت الانقلابات العسكرية المتتالية إلى ظهور رئيس أركان الجيش الجنرال ضياء الرحمن («ضياء») كرجل قوي. تعهد بدعم الجيش للحكومة المدنية برئاسة القاضي صائم. بناءً على طلب ضياء، حل صائم البرلمان، ووعد بإجراء انتخابات جديدة في عام 1977، ووضع الأحكام العرفية.
من خلال العمل وراء الكواليس من إدارة الأحكام العرفية (إم إل ايه)، سعى ضياء إلى تنشيط سياسة الحكومة وإدارتها. بينما استمر في الحظر المفروض على الأحزاب السياسية، سعى إلى إنعاش البيروقراطية المحطمة، لبدء برامج جديدة للتنمية الاقتصادية، وللتشديد على تنظيم الأسرة. في نوفمبر 1976، أصبح ضياء رئيس إدارة الأحكام العرفية (سي إم إل ايه) وتولى الرئاسة بعد تقاعد صائم بعد خمسة أشهر، ووعد بإجراء انتخابات وطنية في عام 1978. كرئيس، أعلن ضياء عن برنامج للإصلاح الاقتصادي مكون من 19 نقطة وبدأ في تفكيك إدارة الأحكام العرفية. وفاءً بوعده بإجراء الانتخابات، فاز ضياء بفترة خمس سنوات في انتخابات يونيو 1978، بنسبة 76% من الأصوات. في نوفمبر 1978، أزالت حكومته القيود المتبقية على أنشطة الأحزاب السياسية في الوقت المناسب للانتخابات البرلمانية في فبراير 1979. هذه الانتخابات، التي تنافس فيها أكثر من 30 حزبًا، كانت تتويجا لتحويل ضياء لحكومة بنغلاديش من إدارة الأحكام العرفية إلى حكومة دستورية منتخبة ديمقراطيًا. برزت رابطة عوامي (ايه إل) وحزب بنغلاديش الوطني (بي إن بي)، المؤسسان من قبل ضياء، كحزبين رئيسيين.
في مايو 1981، اغتيل ضياء في شيتاغونغ من قبل عناصر منشقة في الجيش. لم تنتشر محاولة الانقلاب أبدًا خارج تلك المدينة، وقد احتُجِزَ المتآمرون الرئيسيون أو قُتِلوا. وفقًا للدستور، أدى نائب الرئيس القاضي عبد الستار اليمين الدستورية كرئيس بالإنابة. أعلن حالة طوارئ وطنية جديدة ودعا إلى انتخاب رئيس جديد في غضون ستة أشهر-انتخابات فاز بها عبد الستار كمرشح لحزب بنغلاديش الوطني. سعى الرئيس عبد الستار إلى اتباع سياسات من سبقوه واحتفظ بنفس الوزارة بشكل أساسي، لكن الجيش تدخل مرة أخرى.